# 長洲町 (大分県)
長洲町（ながすまち）は、かつて大分県宇佐郡にあった町。

## 沿革
- 1889年（明治22年）4月1日 - 町村制施行に伴い、長洲村、金屋村が合併し宇佐郡長洲村（ながすむら）が成立。同時に以下の2村が発足。
  - 柳ヶ浦村 ← 江須賀村、住ノ江村、神子山新田、順風新田、高砂新田、郡中新田
  - 和間村 ← 松崎村、佐々礼村、西大堀村、蜷木村、久兵衛新田、岩保新田、南鶴田新田、北鶴田新田
- 1891年（明治24年）5月24日 - 町制施行し長洲町となる。
- 1940年（昭和15年）7月1日 - 柳ヶ浦村が町制施行して柳ヶ浦町となる。
- 1955年（昭和30年）3月31日 - 宇佐郡柳ヶ浦町、和間村と合併して長洲町を新設。
- 1967年（昭和42年）4月1日 - 宇佐町、駅川町、四日市町と合併し、市制施行して宇佐市となり消滅。

## 交通

### 鉄道
- 日本国有鉄道
  - 日豊本線
    - 柳ヶ浦駅 - 豊前長洲駅